# Scott Gallacher
Scott Gallacher (Bellshill, 15 juli 1989) is een Schots voetballer (doelman) die sinds 2014 voor de Schotse tweedeklasser Heart of Midlothian FC uitkomt.
Gallachter debuteerde op 10 augustus 2014 voor Hearts FC in de uitwedstrijd tegen Rangers FC. De wedstrijd werd met 2-1 gewonnen.